# جو ماكدونالد إينجراهام
جو ماكدونالد إينجراهام (بالإنجليزية: Joe McDonald Ingraham)‏ هو قاضي ومحامي أمريكي، ولد في 5 يوليو 1903 في مقاطعة باوني في الولايات المتحدة، وتوفي في 27 مايو 1990 في هيوستن في الولايات المتحدة.